# Корејска митологија
Корејска митологија (корејски: 한국 신화; ханча: 韓國神話; МР: Han'guk sinhwa) је група митова које су испричали историјски и модерни Корејци. Постоје две врсте корејске митологије, писана, књижевна митологија у традиционалним историјама, углавном о монарсима оснивачима различитих историјских краљевстава и разноврснија усмена, углавном наративи које певају шамани или свештенице у ритуалима призивања богова који се и данас сматрају светим.
Историзовани митови о оснивању државе који представљају највећи део књижевне митологије су сачувани у делима на класичном кинеском језику као што су Samguk sagi и Samguk yusa. Мит о оснивању једне државе је постао мит о оснивању целе корејске нације. Митови о оснивању државе се деле на северне, као што је мит о Когурју и његовом оснивачу који је син небеске мушке фигуре и земаљске женске фигуре, и јужне, као што је мит из краљевства Сила и његов оснивач који је као објекат сишао са небеса и сам се оженио земаљском женом. Други књижевни митови укључују митове о пореклу забележених у родословима.
Митови корејског шаманизма представља разнолику лепезу богова и људи. Рецитују се у ритуалним контекстима са циљем да угоде Боговима и да забаве људе. Као усмена књижевност, шамански наратив се редовно ревидира са сваком представом иако је потребан одређени степен доследности. Нови наративи су се појавили од 1960–их и често су били у супротности са званичним идеологијама корејског друштва, а његова митологија се често карактерише као субверзивна за традиционалне норме као што је патријархат. Шаманска митологија је подељена на пет регионалних традиција, при чему сваки регион има оригиналне наративе, као и карактеристичне верзије пан–корејских наратива. Митолошка традиција острва Чеџу је посебно дивергентна. 